# Муми-тролль и комета
«Муми-тролль и комета» (швед. Kometjakten, дословно — „Охота на комету“) и «Комета прилетает» (швед. Kometen kommer) — детская сказка шведоязычной писательницы из Финляндии Туве Янссон, впервые опубликованная в 1946 году. В 1968 году Янссон переработала сказку, внеся некоторые дополнения и изменения, и изменив название. Сказку Янссон написала в период Второй Мировой войны под влиянием военных беженцев, что очень хорошо прослеживается в жителях долины Муми, которые из-за страха перед приближением кометы бросают свои дома.
Эта часть цикла стала первой, которая была переведена на русский язык. Первый перевод сделал Владимир Смирнов в 1967 году по первой редакции — его вариант названия является переводом издания 1958 года, когда Янссон перевыпустила сказку под названием «Mumintrollet på kometjakt» (Муми-тролль и охота на комету). Перевод второй редакции сделала Нина Белякова в 1998 году.
Это последняя часть цикла, которая была издана в Швеции издательством «Söderström & Co». Как и предыдущая часть, эта не вызвала интереса у читателей и издательство прекратило сотрудничество с Янссон — все последующие она выпустила в издательстве «Schildts».

## Сюжет
Приближается день рождения Муми-тролля. Снифф и Муми-тролль отправляются на берег моря по новой  тропинке. На  берегу Снифф, проследив за  Мартышкой (Котёнком), находит  грот. К вечеру они возвращаются домой, и вскоре начинается ливень. Ночью философ Ондатр приходит в Муми-дом и остаётся там жить, поскольку Муми-папа во время строительства моста нечаянно разрушил его нору. Той же ночью Ондатр рассказывает, что этот дождь — неестественный, что у него есть предчувствие, и что скоро прилетит комета, которая  должна  разрушить мир, поэтому ни в чём нет смысла.
Муми-тролль решает отправиться вместе со Сниффом на плоту в Одинокие Горы, где расположена обсерватория, и узнать у учёных больше о комете.
В пути они встречают Снусмумрика, который присоединяется к ним. Не без приключений все трое добираются до Одиноких Гор.
В обсерватории путешественники узнают, что комета действительно несётся к Земле и катастрофа произойдёт буквально через несколько дней. Компания срочно отправляется домой. По дороге Муми-тролль спасает от ядовитого куста фрёкен Снорк и её брата Снорка, которые тоже присоединяются к  компании и продолжают путь в Муми-дол.
По пути домой они переживают ещё ряд приключений, переходят высохшее море на  ходулях, встречаются с Хемулем-филателистом, которого тоже берут с собой.
Путешественники успевают раньше кометы в Долину Муми, где они рассказывают обо всех своих приключениях Муми-маме и Муми-папе. Решено спрятаться от кометы в гроте в лесу, который нашёл Снифф. Комета должна появиться вечером того же дня. И вот когда все уже переместились в грот и комету остаётся ждать всего несколько минут, Муми-тролль/Снифф вспоминает о мартышке/котёнке. Он бросается на поиски, находит её/его, и они возвращаются в грот в последний момент. Комета не столкнулась с Землёй, а прошла мимо неё. Ко всеобщей радости, жизнь в долине продолжается и возвращается в привычное русло.

## Спектакль

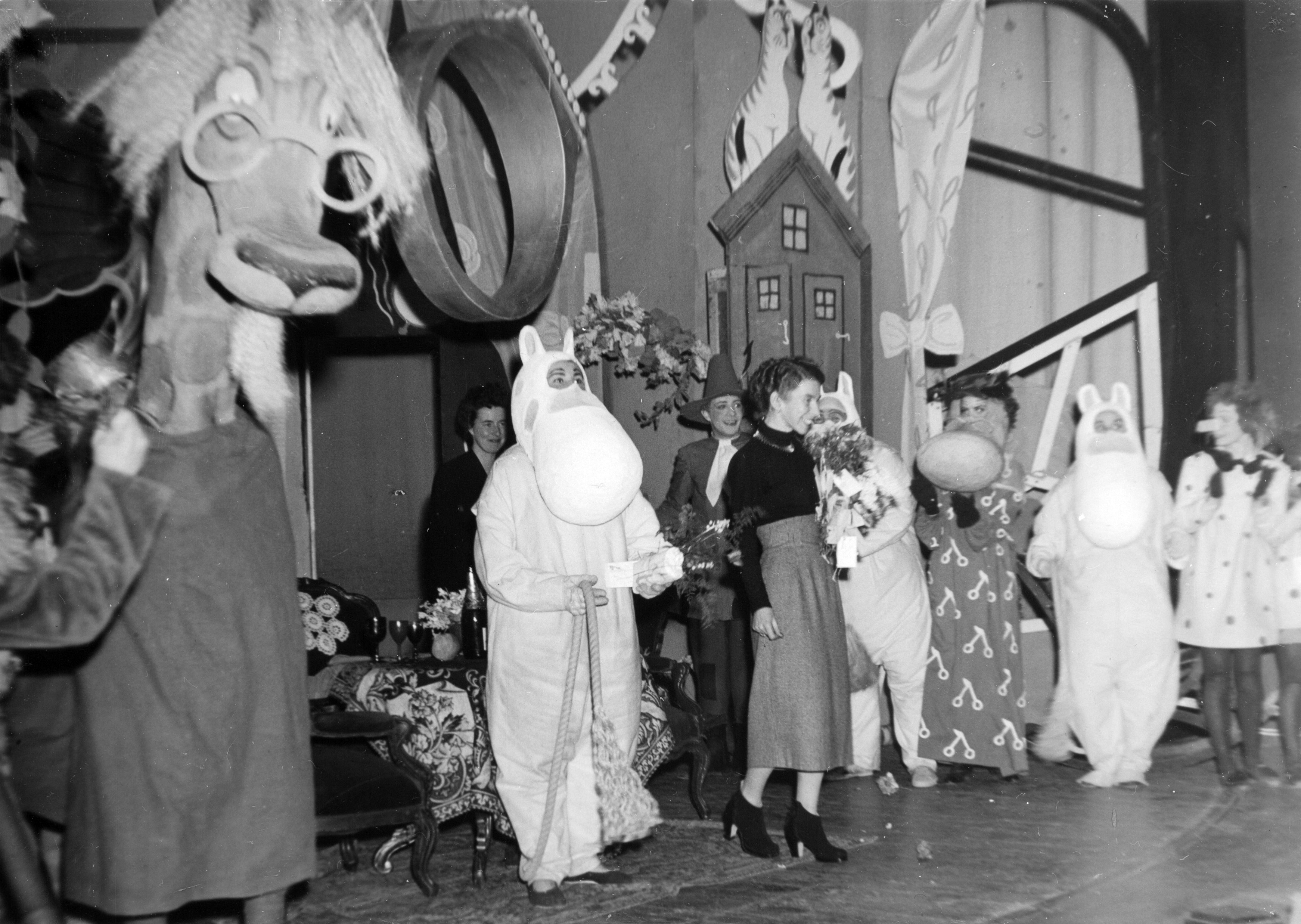
Премьера спектакля по книге Туве Янссон «Муми-тролль и комета» в хельсинкском Шведском театре, 28 декабря 1949 года

В 1949 году Вивика Бандлер поставила в Шведском театре спектакль по книге «Муми-тролль и комета». Автором пьесы и декораций стала сама Туве. Премьера состоялась 28 декабря 1949 года. Спектакль стал успешным.

## Балет
В 2015 году труппой Финского национального балета был поставлен первый в мире балет по произведениям о муми-троллях. Его либретто основано на повести «Муми-тролль и комета»; в кратком пересказе хореографа постановки Ананды Кононен выглядит так: «компания отправляется в обсерваторию, а потом возвращается домой; по пути они встречают множество новых друзей…» Муми-тролли танцуют свои партии в плюшевых костюмах. Партию Фрёкен Снорк исполняет прима-балерина Финского национального балета Мария Баранова. В марте 2015 году на сцене Финской национальной оперы состоялись предпремьерные показы, официальная премьера состоялась 10 мая 2015 года. Автор музыки — Пану Аалтио.